# فاسكو ماتوس
فاسكو ماتوس (10 أكتوبر 1980 بلشبونة في البرتغال - ) هو لاعب كرة قدم برتغالي في مركز جناح. لعب مع رابيد بوخارست وسبورتينغ لشبونة ب ونادي أولهانينسي ونادي بيرا مار ونادي فيتوريا سيتوبال ونادي ديبورتيفو داس أيفيس وF.C. Felgueiras ‏ ونادي بورتيمونينسي وكامبومايورنسي ‏ وSport Benfica e Castelo Branco ‏ وS.C. Lourinhanense ‏.

## وصلات خارجية
- فاسكو ماتوس على موقع قاعدة بيانات كرة القدم.إي يو (الإنجليزية)
- فاسكو ماتوس على موقع Soccerway.com (الإنجليزية)
- فاسكو ماتوس على موقع عالم كرة القدم.نت (الإنجليزية)